# Trichocera altipons
Trichocera altipons är en tvåvingeart som beskrevs av Starý 1998. Trichocera altipons ingår i släktet Trichocera och familjen vintermyggor.
Artens utbredningsområde är Tjeckien. Inga underarter finns listade i Catalogue of Life.